# Ophiuchus pallidus
Ophiuchus pallidus är en insektsart som beskrevs av Evans 1938. Ophiuchus pallidus ingår i släktet Ophiuchus och familjen dvärgstritar. Inga underarter finns listade i Catalogue of Life.